# 중세철학
중세철학 (中世哲學)은 중세, 구체적으로 5세기에 서로마 제국이 붕괴하고 나서 16세기에 르네상스가 일어날 때까지 시기의 철학이다. 논자에 따라 편의적으로 4세기 이전의 교부학을 포함하여 말하는 경우도 있다. 독립된 철학 연구의 계획으로 이해되는 중세 철학은 8세기 중순의 바그다드 및 8세기의 마지막 4반세기 중의 카롤루스 대제 궁정 주위의 프랑스에서 시작했다. 중세 철학은 고대 그리스나 로마에서 발전한 고대 문화의 재발견의 과정에 의해서 정의되기도 하고, 신학적 문제를 취급하여 성스러운 교의와 속계의 학문을 통합할 필요에 따라 정의되기도 한다.
중세 철학의 역사는 전통적으로 두개의 주된 시기, 즉 아리스토텔레스 및 플라톤의 연구가 보존되어 발전된 12세기까지의 초기 중세와 아랍계의 비평가들의 반응을 수용하여 종교철학, 논리학, 형이상학의 주목해야 할 발전과 함께, 고대 철학 재발견의 극치를 기록한 12, 13, 14세기의 '황금 시대'로 나눌 수 있다. 이러한 구분은 서방 라틴 세계에 적용된다.
본 기사에서 중세 이슬람 철학은 산발적으로 취급함에 그치고, 중세 동방 그리스 세계의 철학에 관해서는 취급하지 않는다 (각각 이슬람 철학, 비잔티움 철학을 참조). 하지만 실제로는 그러한 유럽에서의 발전, 특히 12세기 이후의 발전은 특별히 이슬람 세계에서의 철학의 발달과 밀접한 연관을 가지고 있어, 20세기 이후의 연구에서는 그 연속성을 강조하는 것이 일반적이다. 또한 이븐 루시드, 마이모니데스 등 기독교 사상에 직접 영향을 준 논자의 연구는 일반적으로 중세 철학의 연구 대상으로도 하고 있다.
중세는 르네상스의 인문주의자들에게 경시되어, 그리스·로마의 고전 시대와 고전 문화의 '재생' 즉 '르네상스'의 사이의 야만스러운 '중'세로 간주되었다. 근대의 역사가는 중세를 기독교 신학에 의하여 강하게 영향을 받고는 있지만 철학적 발전이 일어났던 시기의 하나라고 생각했다. 이 시기의 가장 주목해야 할 사상가의 한 명은 토마스 아퀴나스이지만 그는 자신을 철학자로 간주하지 않았으며, 항상 철학자들은 '그리스도의 계시에서 보이는 진정한, 엄밀한 지식에 도달할 수 없다'고 하면서 비판하였다.
이 시기를 통해서 논의된 문제로서는 신앙의 이성에 대한 관계, 신의 존재 증명과 신의 유일성 (분할 불가능성), 신학 및 형이상학의 목적, 그리고 보편 논쟁이나 개별화의 원리에서의 지식의 문제가 있다.

## 중세 철학의 특징

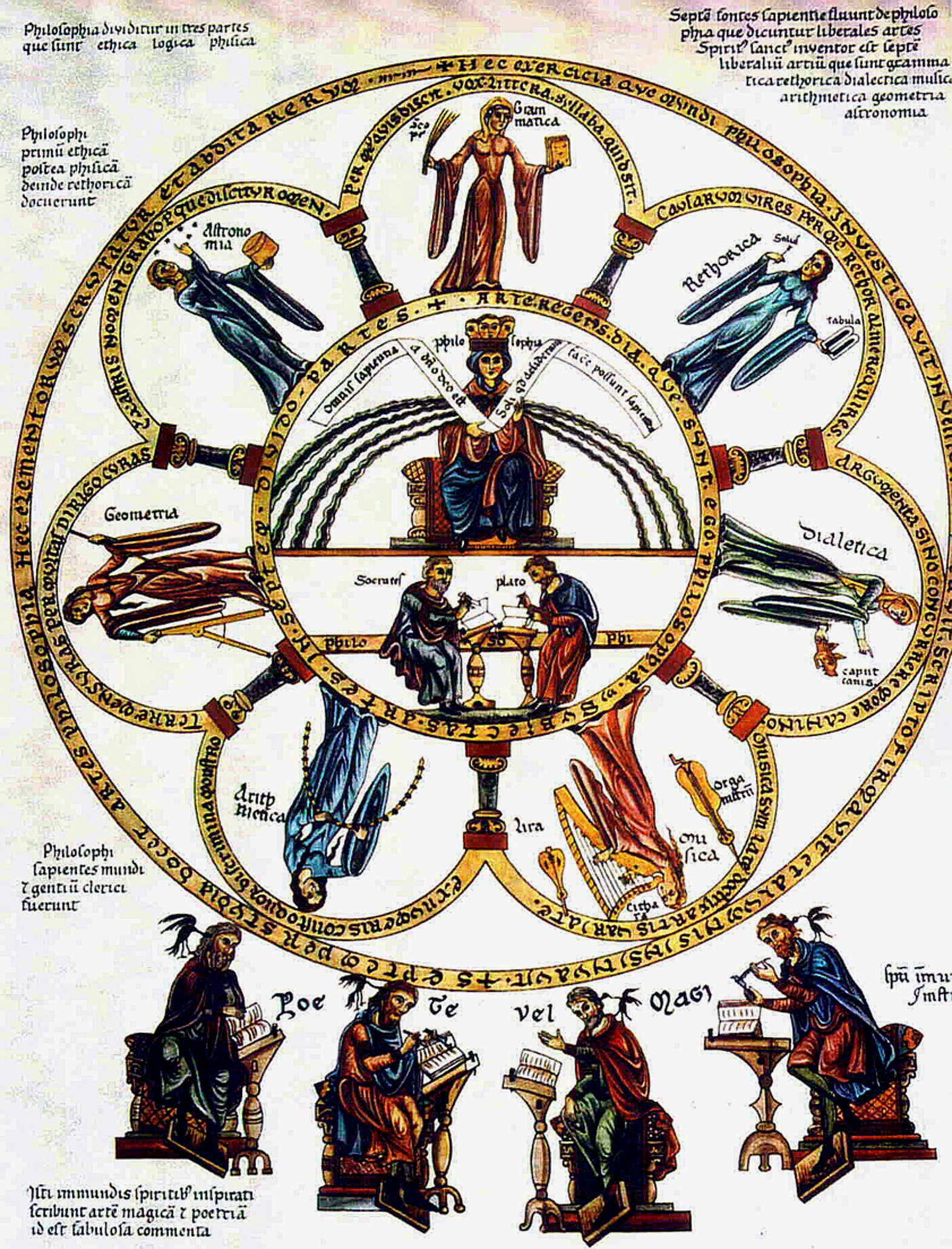
자유7과의 중심으로 좌하는 철학 – 랜즈 베루크의 헤라트의 '호르트스 데리키아룸'에서 (12세기)

중세 철학은 특징으로서 '신학적'이다. 아마도 이븐 시나나 이븐 루시드는 제외할 수 있겠지만, 중세의 사상가들은 아무도 자신을 철학자라고 생각하지 않았다. 그들의 관심 영역도 신학적이었다. 그들에게 철학자는 플라톤이나 아리스토텔레스와 같은 고대 이교의 저술가의 일이었다. 그렇지만 중세의 저술가들의 신학적 연구는 고대의 철학자의 생각이나 논리적인 기법을 이용해 난해한 신학적 문제나 교의의 요점을 다루기 시작했다. 토마스 아퀴나스는 페트르스 다미아니(피터 다미안)를 추종해 "철학은 신학의 시녀(Philosophia ancilla theologiae)"라고 주장했다.
중세의 철학자들의 연구의 저면을 관통하는 세 개의 원리로는, 'ratio'로 알려진, 진리를 발견하기 위해서 논리학, 변증법, 분석을 이용하는 것, 'auctoritas'로 알려진, 즉 특히 아리스토텔레스나 그 외의 권위 있는 고대 철학자의 식견에의 경의, 및 'concordia', 즉 철학의 식견과 신학적인 가르침·계시를 조화시킨다는 의무등이 있다.
이 시기 가장 자주 논의된 화제의 하나에 신앙과 이성의 대립이 있다. 이븐 시나와 이븐 루시드는 어느 쪽이나 이성의 측에 서서 연구했다. 아우구스티누스는 자신의 철학적 탐구에 신의 권위의 범위를 넘게 하는 것은 결코 하지 않는다고 말했다. 안셀무스는 그가 부분적으로 신앙에의 공격으로 간주한 것에 대해서, 신앙과 이성의 양쪽 모두를 고려에 넣은 접근에 의해서 신앙을 옹호하려고 했다. 신앙-이성의 문제에 아우구스티누스가 낸 결론은 (1) 신앙을 한다(믿는다), 그리고 (2) 이해하려고 한다는 것이었다.

## 역사

### 중세 초기의 기독교 철학

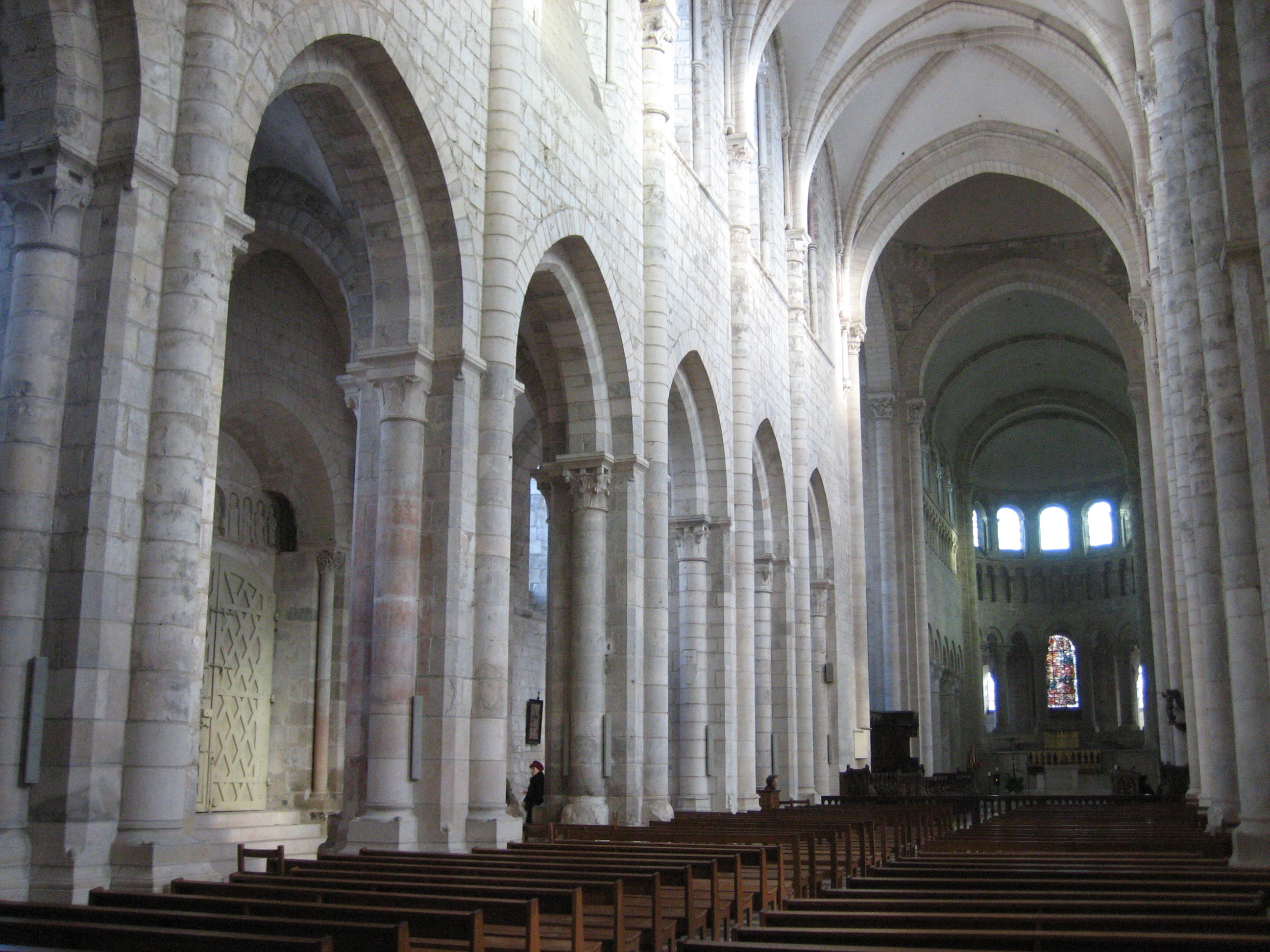
플로리아쿰 수도원의 신랑

초기 중세에서 전후의 경계선에 관해서는 논쟁이 있다. 일반적으로는 아우구스티누스 (354년 - 430년)에 시작한다고 말하지만, 아우구스티누스는 엄밀하게 말하면 고전 시대에 속한다. 그리고 초기 중세는, 전성기 중세가 시작하는 11세기 후반의 학문의 재흥이 시작하여 계속하여 갈 무렵에 끝난다고 여겨진다.
서로마 제국의 붕괴 후, 서로마는 이른바 암흑 시대에 빠졌다. 수도원은 얼마 안되는 정규의 학술적 연구의 중심지의 하나였다. 이는 아마 누르시아의 베네딕토가 정한 계율이나, 사순절이 시작되는 날에 제각기의 수도승려에게 책을 준다는 그의 제안의 결과일 것으로 추정되고 있다. 그 계율로는 수도승려는 매일 성서를 읽게 되어 있었다. 후의 시대에는 수도승려는 행정관이나 성직자를 양성하는데 이용됐다.
초기의 기독교도는, 특히 교부 시대에는 직관적·신비적으로, 이성이나 논리적 논의에 근거하지 않고 생각하는 경향이 있었다. 또, 가끔 신비적인 플라톤의 교의를 중시해, 체계적인 아리스토텔레스의 사상을 별로 중시하지 않았다. 아리스토텔레스의 저작의 상당수는 이 시기 서방에서는 알려지지 않았었다. 학자들은 아리스토텔레스의 '범주론', 논리학 관계의 작품인 '명제론', 그리고 아리스토텔레스의 범주론의 주석서인 포르피리오스의 '이사고게' 등에 기초를 두어 논의하고 있었는데, 이는 모두 보에티우스에 의해서 번역됐다.
중세 철학의 발전에 큰 영향을 준 로마 시대의 철학자가 두 명 있는데 아우구스티누스와 보에티우스이다. 아우구스티누스는 최대의 교부로 간주해지고 있다. 그는 주로 신학자이자 기도문의 작자였지만 그의 저작의 상당수는 철학적이다. 그의 주제는 진리, 신, 사람의 영혼, 역사의 의미, 국가, 죄, 그리고 구제이다. 1000년에 걸쳐서, 신학이나 철학에 관한 라틴어의 저작으로 그의 저작을 인용하거나 그의 권위에 의지하고 있지 않는 것은 거의 없었다. 그의 저작 안에는 데카르트와 같은 근대 철학에 영향을 미친 것도 있다. 아니키우스 만리우스 세웨리누스 보에티우스 (480년 - 525년)는 로마에서 고대부터 계속되는 영향력이 강한 집에서 태어난 기독교 철학자이다. 그는 510년에 동고트 왕국에서 집정관이 되었다. 그의 초기 중세 철학에의 영향이 주목을 받아 중세 초기 철학이 '보에티우스의 시대'라고 불리기도 한다. 그는 아리스토텔레스와 플라톤의 모든 저작을 원전의 고대그리스어로부터 라틴어로 번역하려고 하였고 실제로 '명제론'이나 '범주론' 등 아리스토텔레스의 많은 논리학 관련의 저작을 번역했다. 또한, 그러한 작품과 '범주론'의 주석인 포르피리오스의 '이사고게'에 대한 주석서를 저술했다. 이것이 중세 서방 세계에 보편 논쟁을 소개했다.
그들 이후의 중세 초기는 철학이 쇠미했던 시대로 여겨져 일부의 유명한 인물의 것을 제외하면 이 시대의 철학은 자주 전문가들로조차 무시해 왔다. 그 원인은 이 시대의 사상가가 철학을 주제로서 집필하는 것이 없고, 그들의 철학적 사색은 전적으로 신학, 논리학, 문법학, 자연학 등 개별적인 주제를 가진 논문에서 발견된다.

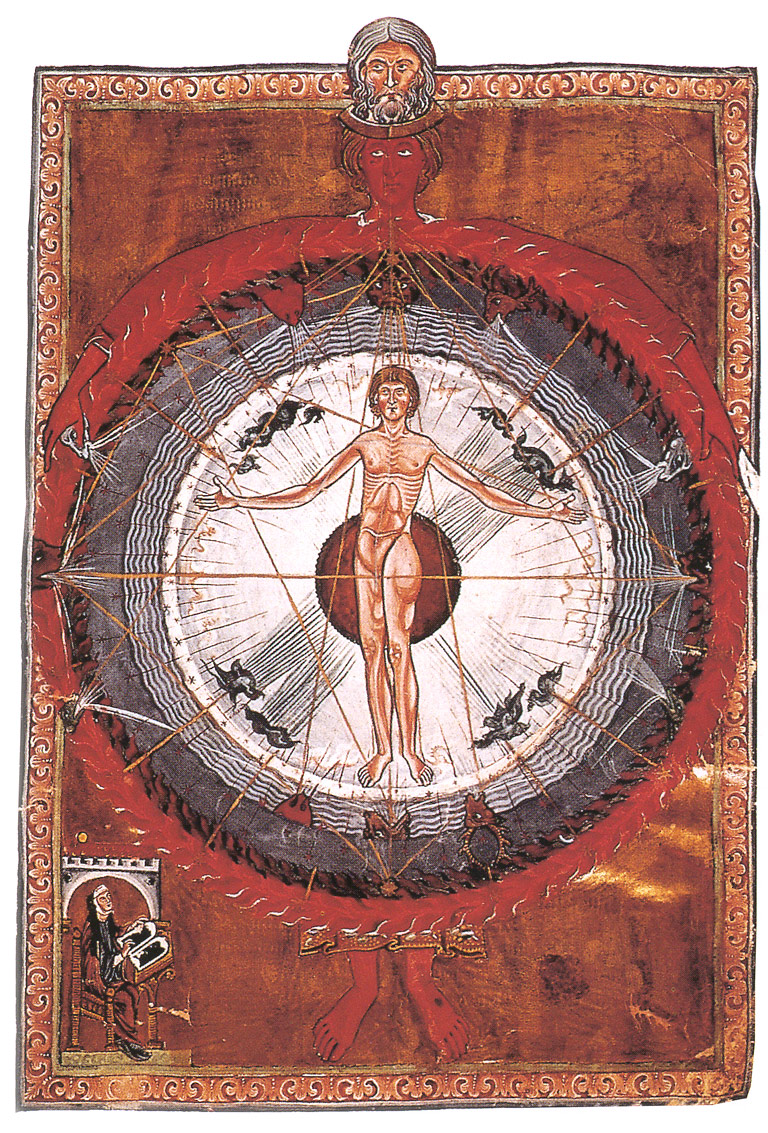
'보편으로서의 사람' 히르데가르트 폰 빈겐의 '신의 업의 책' (1165년)의 채식

서방에서의 연구 활동의 최초의 주목해야 할 부흥은 카롤루스 대제가 피사의 피에트로나 알퀸(Alcuin of York)의 조언을 받아 잉글랜드나 아일랜드 (유럽 대륙에서의 혼란을 피해 학자들이 아일랜드에 멀리 도망쳐, 거기서 라틴·그리스 문화의 전통을 수호했다는 설이 역사가들에 의해서 주창된 적도 있다)의 학자를 초빙하고, 또 787년의 칙령에 의해서 제국 내의 모든 수도원에 학교를 병설시켰을 무렵에 시작한다. 이러한 학교 (schola)는 스콜라 철학(Scholasticism)의 이름의 유래가 되고 있으며, 또한 중세의 연구 활동의 중심지가 되었다.
이 시기의 철학적 활동 중에서는 고대의 저작을 필사하는 것이 큰 비중을 차지하고 있었다. 알퀸과 그의 제자들이 논의한 내용을 기록한 일련의 자료 (모두 같은 서두로 시작되어 있는 자료의 모임이므로 그 서두 'Usia graece ...'라는 이름으로 언급된다) 안의 몇 개인가는 완전하게 과거 작품의 초록·발췌에 지나지 않는다.
7세기 경부터 2세기 간에 걸쳐서 아일랜드인이 종종 유럽 대륙에 이주해 오고 있었다. 그 대부분은 수도사로, 각지에 수도원을 세웠다. 이 조류 중에서 9세기가 되면 그들 중에 탁월한 학식을 가진 인물이 나타났다. 그 중에서도 마르티우스 스코트스, 세두리우스 스코트스, 그리고 다음에 말하는 요하네스 스코투스 에리우게나의 세 명의 스코트스가 가장 큰 실적을 남겼다 (당시 스코트스, 스콧인은 아일랜드인을 가리킨다).
요하네스 스코투스 에리우게나 (815년 - 877년)는 알퀸의 뒤를 이어 궁정 학교장이 된 인물로, 아일랜드 출신의 신학자로 신플라톤주의 철학자이다. 그는 당시, 사도의 시대에 살았다고 생각되고 있던 가짜 디오니시오스 아레오파기테스의 저작을 번역·주석했다. 그는 이 역서의 헌정의 말에서 '에리우게나'로 자칭했지만, 이는 '아일랜드 귀족의 자손'이라는 의미의 그리스어이다. 그 밖에 에리우게나가 번역한 것으로서 고백자 막시무스의 '안비그아' 및 '타라시오스에 대한 물음', 니사의 그레고리우스의 '인간 창조론' 등이 있다. 에리우게나의 자기 저서 '자연의 구분에 대해'(라틴어: De divisione naturae)는 내용으로서는 철학서라고 말하는 것보다도 신학서이지만, 그 분야의 선배보다 아득하게 체계적·철저하게 신플라톤주의과 기독교를 통합하고 있어, 그후 중세 철학을 방향 지었다. 에리우게나의 저작은 그 생전에는 무시되는 경향에 있었지만 12세기의 철학자들에게 큰 영향을 주었다는 이해가 통속적으로 퍼지고 있다. 그러나 실제로는 에리우게나의 동세대나 바로 아래의 세대의 몇 사람이나의 인물이 저서 중에서 '자연의 구분에 대해'를 직접적으로 혹은 간접적으로 있어, 반대로 12세기에는 에리우게나를 열애하는 사람이 조금 있지만, 눈에 띈 사상가 중에서 에리우게나로부터 영향을 받은 것은 없었다.
그런데, 이 시기에는 신은 어떤 사람에게는 구제되는 것을, 또 어떤 사람에게는 지옥에 떨어지는 것을 운명을 결정하고 있는지 어떤지라는 교의상의 논쟁이 일어났다. 신학자·문법가·시인의 오르베의 고테스칼쿠스(영어: Gottschalk of Orbais, 라틴어: Godescalc, Gotteschalchus, 805년경- 866년/869년)가 이 신에 의할 예정에는 2종류 있다는 학설의 창도자이며, 그는 아우구스티누스의 저술을 근거로서 자신의 설을 주장했다. 에리우게나는 이 논쟁을 해결하기 위해서 불려왔다. 그의 저서 '예정론 De praedesinatione'에 의하면, 신의 실체는 하나이기 때문에 신의 실체의 일부일 예정이나 예지가 이중이다고 생각하는 것은 잘못이라고 하고 있다. 또, 이 '신에 의할 예정'의 문제는 원래 '예정'이라고 불리는 것은 적절하지 않다고 그는 말한다. 왜냐하면, 신은 시간 중이 아니라 영원 동안에 존재하고 있으므로, '예정'과 같은 시간적 앞뒤성을 상기시키는 방법 말은 부적절하다. 한층 더 에리우게나는, 신이 악을 창조한 것은 아닌 것을 나타내 보이기 위해서 악은 선성의 결여라고 규정한다는, 신플라톤주의에 영향을 받은 보에티우스나 아우구스티누스의 설명을 인용하고, 그 위에 자신의 이론을 구축했다. 그러나 그 이론은 독자성이 지나치게 극단적인 것이었기 때문에 이단시됐다.
에리우게나가 활동하던 동시기에, 파스카시우스 라드베르트스가 성찬에서의 그리스도의 실체적 현림에 대한 문제를 제기했다. 호스티아는 그리스도의 역사적인 육체와 동일한 것일까? 어떻게 해서 다수의 장소와 때에 현림할 수 있는 것일까? 그리스도의 진짜 육체가 현림하고 있지만 그것은 빵과 와인라는 외관에 덮여 있고, 신의 인지를 초월한 업(業)에 의하여 모든 시간·장소에 현림하는 것이라고 라드베르트스는 주장했다.
이 성찬에 관한 문제에 대해서, 11세기의 두 명의 사상가가 논리학적 방법을 이용하면서 자신의 설을 주장했다. 베렌가리우스(영어: Berengar of Tours, 라틴어: Berengarius Turonensis )는 성스럽게 된 이후에도 물질로서의 빵과 와인은 존속하고 있다고 생각하여 성체 배령(拜領)에 대하여,
[A] '제단의 빵과 와인' (S로 나타낸다)은 단지 '성체 (빵과 와인인 채)' (P와 나타낸다)이다, 와
[B] 제단의 빵과 와인은 단지 '그리스도의 몸과 피' (Q로 나타낸다)이다, 중에서 어느 쪽이 올바른 것인지라는 논점에 대해서

만약 [A]라면 빵과 와인은 존재하고 있다는 대전제 1

만약 [B]라면 빵과 와인은 존재하고 있다는 대전제 2

그런데, 성별(聖別)의 전후를 함께 고려해도

[A]나 [B] 중 하나이며, 그 이외는 있을 수 없다는 소전제

그러므로, 빵과 와인은 (항상) 존재하고 있다는 결론

라는 양도 논법(라틴어: dilemma)을 가지고 자기의 설을 논증했다. 이것에 의해서 성체는 감각적이게는 빵과 와인으로서 존속하지만, 지성적으로는 가치적으로 변화하는 것이라고 그는 말했다. 그의 주장은 신의 위력이 지성에게만 미쳐 감각적 사물의 영역에는 미치지 않다는 것을 시사하기 때문에, 정통파 신앙을 지키는 사람에게는 받아 들이기 어려운 것이었다. 그 때문에, 캔터베리 대사교의 란프랑코가 베렌가리우스를 논박하게 되었다.
란프랑코는 우선, 베렌가리우스가 [A]인가 [B]인가의 2분법으로 생각한 것에 비해, 'S는 (1) P이며 비Q, (2) 비P이며 Q, (3) P이며 Q, (4) 비P이며 비Q'라고 가능한 모든 경우를 음미했다 (이것은 양도 논법을 뒤집기 위한 정공법으로서 당시 알려져 있었다고 한다). 베렌가리우스가 명제 [A]·[B]에 대해 '단지 (라틴어: solummodo)'라는 말을 더하고 있던 것은 각각 (1)·(2)의 경우를 배타적으로 나타내기 위함이다. 베렌가리우스가 (3) P이며 Q의 경우와 (4) 비P이며 비Q의 경우를 거의 무비판으로 배제한 것에 비해, 란프랑코는 전제한 것처럼 이단적인 베렌가리우스의 생각 [A], (1)를 배제하여, 아무도 주장하지 않고 정통파 신앙에 어긋나는 [B], (2)도 배제했다. 다만 란프랑크는 베렌가리우스의 양도 논법에 관해서, 전칭명제로서는 '결코 성립될 수 없다'라고 하지만 , 그것은 '결코 실로는 될 수 없다'는 것은 아니고 '때로는 참이 아니다'라는 것을 나타내고 있다. 최종적으로 어떠한 추론이 올바른 것인지, 란프랑코는 명언하고 있지는 않지만,
형식으로서 분명하게 긍정 명제인 것은 전자이기 때문에, 란프랑코가 명언을 피하면서도 그 배후에서 상정하고 있던 것은

긍정 명제는 그 일부분에 잘못이 있다면, 결코 성립될 수 없다는 대전제

제단의 빵 (S)은 성체 (P)이며, 또한 그리스도의 진정한 몸 (Q)이라는 소전제

그러므로

'제단의 빵 (S)은 성체 (P)이며, 한편 그리스도의 진정한 몸 (Q)이다'는 그 일부분에 잘못이 있다면, 결코 성립될 수 없다는 결론

이 된다. 정통파 신앙의 입장에서는 앞의 베렌가리우스의 추론의 대전제 1은 물질적인 빵과 와인을, 대전제 2는 외관에 지나지 않는 빵과 와인을 나타내고 있게 된다고 란프랑코는 생각했다. 그 때문에 'S는 P 한편 Q이다', 즉 빵의 개관을 가지는 그리스도의 진정한 몸이 제단 상에 존재한다는 생각을 신앙 후라도 논리적이게도 올바른 것으로서 옹호했던 것이다. 베렌가리우스가 논리학적 수법으로 맞지 않은 분야에서 논리학적 수법을 이용하고 있다고 란프랑코는 비판했지만, 그러나 여기서 논의되고 있는 일은 논리학적 수법에 따라 가장 잘 설명할 수 있다고 인정해 이상과 같은 논박을 실시했다. 고대에 아우구스티누스가 변증법을 가지고 이교도를 논박한 것을 인용해 베렌가리우스와 란프랑코는 논의를 하였다.
이 시기에는 학문의 부활도 볼 수 있었다. 플로리아쿰 수도원(영어: Fleury Abbey, 라틴어: Floriacum)에서 오를레앙 주교 테오둘푸스(Theodulphus)가 카롤루스 대제에 권유받아 귀족의 자제를 위한 학교를 창설했다. 9세기 중순까지, 거기에 병설된 도서관은 서유럽에 지금까지 모아진 가운데도 가장 포괄적인 물건의 하나이며, 루푸스 세르바투스 (Lupus Servatus, 805년 경 - 862년 경)와 같은 학자가 방문해 여기에 있는 책으로 조사를 했다. 후에, 재건된 수도원 학교의 수도원장이 된 플로리의 아본 (Abbon of Fleury, Abbo Floracensis, 수도원장 988년 - 1004년) 아래에서, 플로리아쿰 수도원은 제2의 황금 시대를 맞이하게 됐다.
10세기 초에, 오세르의 레미기우스(Remigius Autissiodornsis, c. 841-908)가 아이리우스 도나투스(Aelius Donatus), 카에사리아의 프리스키아누스(Priscianus Caesariensis), 보에티우스, 그리고 마르티아누스 카펠라(Martianus Minneus Felix Capella) 등 고전적인 텍스트의 주석서를 저술했다. 카롤링거 르네상스의 후에는 작은 암흑 시대를 사이에 두어 11세기 이후 계속되는 학문의 부흥이 일어났다. 11세기의 부흥은 그리스 사상의 재발견을 아라비아어로 번역되고 있던 문헌이나 이븐 시나의 '영혼론'과 같은 이슬람교의 공적에 대부분을 지고 있다.

### 중세 전성기
11세기 중순부터 14세기 중순까지의 시기는 '중세 전성기' 혹은 '스콜라 철학의'시대로서 알려진다. 일반적으로 이탈리아의 철학자, 신학자, 교회 직원의 캔터베리의 안셀무스 (1033년 - 1109년)에 시작하는 것으로 합의되고 있다. 그는 신의 존재의 존재론적인 증명을 처음으로 정식화한 인물로서 유명하다.

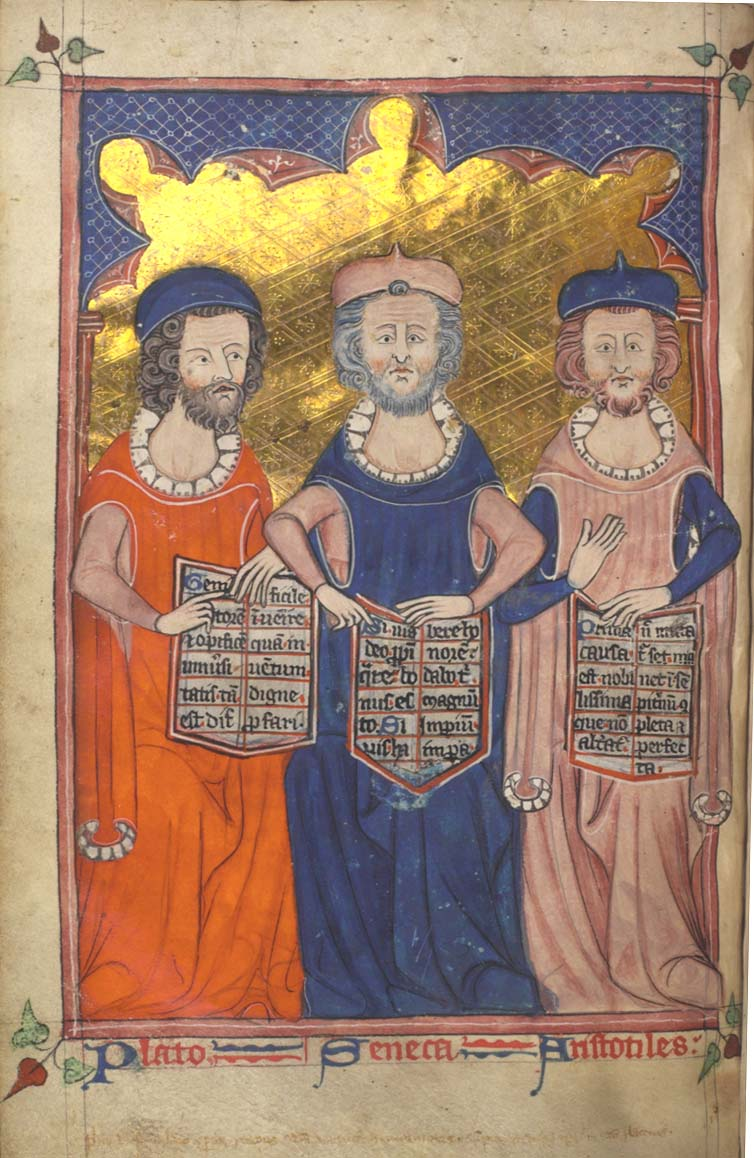
플라톤, 세네카, 아리스토텔레스 '기도 및 철학적 저작' (1330년즈음)에서

13세기부터 14세기 초기에 걸친 시기는 대체로 스콜라 철학이 번성했던 시기로서 알려져 있다. 13세기 초기는 그리스 철학 부흥의 절정을 볼 수 있었다. 번역의 학파는 이탈리아나 시칠리아, 그리고 서서히 나머지의 서유럽에서도 성장해 갔다. 바스의 아델라드(영어: Adelard of Bath, 라틴어: Aderadus Bathensis)는 시칠리아나 아랍 세계를 여행하여, 천문학이나 수학의 문헌을 번역했다. 그 중에는 '에우클레이데스의 원론'의 첫 완역도 포함된다. 힘이 있는 노르만인의 왕은 자신의 위신을 나타내기 위해서 이탈리아나 다른 지역으로부터 지식인을 자신의 궁정에 모았다. 13세기 중반의 모에르베케의 빌럼(William of Moerbeke)에 의한 그리스 철학의 문헌의 번역·편집은 고대 철학의, 특히 아리스토텔레스의 명확한 묘사를 실시하는 도움이 되었다. 그것은 서유럽의 사람들이 일찍이 의거하고 있었지만, 플라톤의 철학 체계와 아리스토텔레스의 철학 체계의 관계를 왜곡하고 불명확하게 하고 있던 아라비아어판의 것보다 명확했다. 거기에 계속되는 주석이 많은 기반이 되었다.

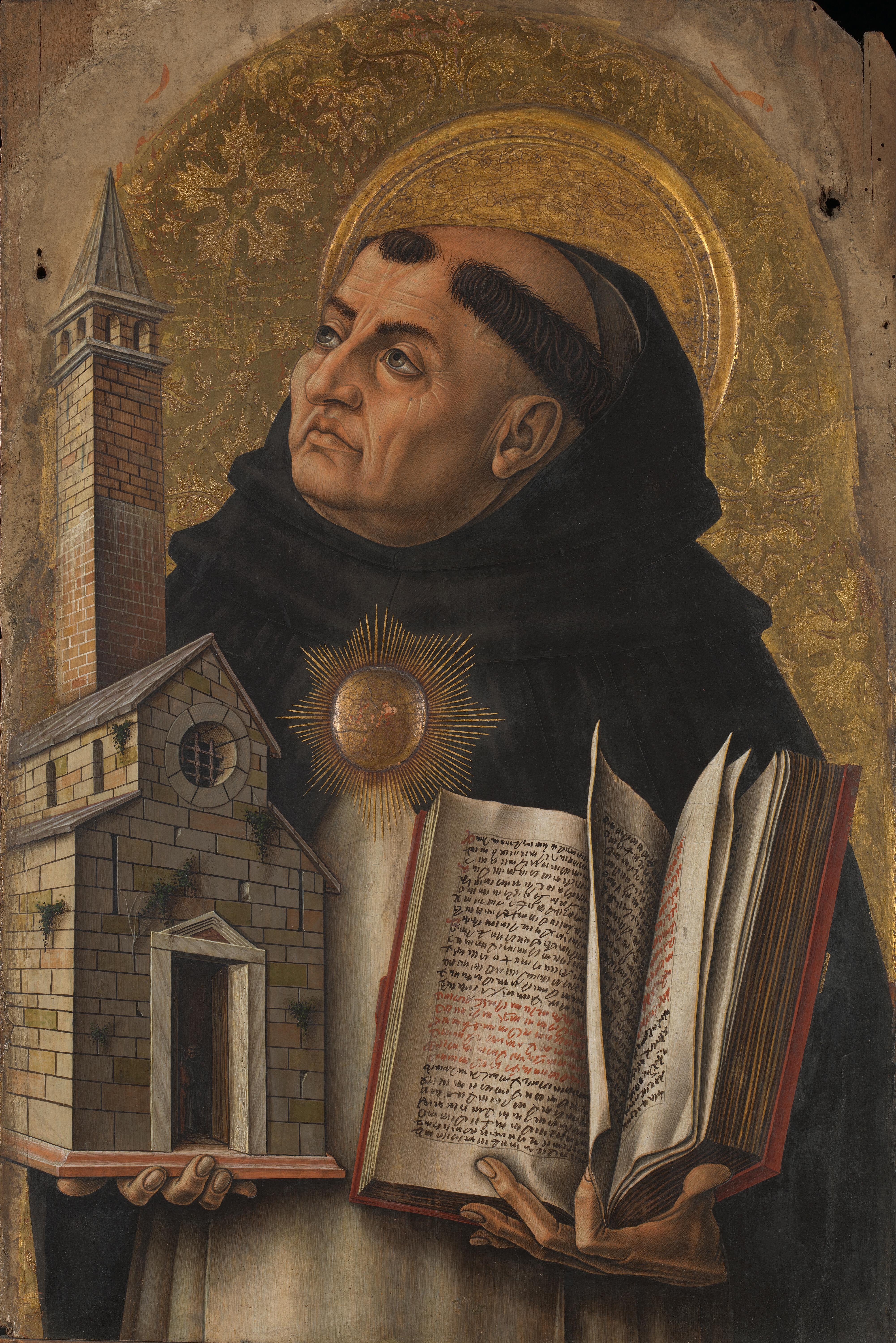
토마스 아퀴나스

이 시기에는 유럽의 대도시에서 대학이 발달했다. 당시의 대학에서는 입학자는 우선 학예 학부에 입학해, 리버럴 아트를 배웠다. 그리고 소정의 과정을 수료해 학예 학부 교사의 학위를 취득한 사람만이 상급의 삼학부 (법학, 의학, 신학)에 진학할 수 있는 구조가 되어 있었다. 또, 이 대학교육에서 철학과는 학예 학부에서 가르치는 리버럴 아트였다. 그 때문에, 신학 교수가 되기 위해서는 반드시 학예 학부 교사 (즉 철학 교사)가 아니면 안되기 때문에, 신학자들에게 철학은 신학의 기초로서 없으면 안 되는 학문이었다. 한편으로 신학부에 진학하지 않고 학예 학부 교사에 머무른 사람들은 철학은 신학으로부터 자립해 있어야 한다고 생각했다. 이 시대의 철학과 신학의 대립이란, 철학부 (학예 학부)와 신학부의 대립이다.
한 편으로 서로 라이벌이 되는, 교회를 포함한 성직자의 수도회가 교육 생활속심을 정치적·지적으로 감독하는 것을 걸쳐 싸우기 시작했다. 이 시기에 설립된 둘의 주된 수도회는 프란치스코회와 도미니코 수도회이다. 프란치스코회는 1209년에 아시시의 프란치스코가 시작했다. 13세기 중반의 그들의 지도자는 보나벤투라로, 그는 몇 안 되는 아리스토텔레스적 요소와 많은 신플라톤주의적 요소를 도입하면서 아우구스티누스의 신학과 플라톤의 철학을 옹호한 전통주의자이다. 안셀무스에 이어, 보나벤투라도 철학이 종교적 신앙의 빛에 비추어졌을 때에만 이성은 진리를 발견할 수 있다고 생각했다. 그 밖에 프란치스코회의 중요한 저술가로서는 둔스 스코투스, 페트루스 아우레올루스(Peter Auriol, Petrus Aureolus), 오컴의 윌리엄이 있다.
대조적으로, 도미니코가 1215년에 세운 도미니코 수도회는 이성을 사용하는 것을 보다 중시해, 동방이나 당시 무어인이 지배하고 있던 스페인으로부터도 입수하게 된 새로운 아리스토텔레스의 문헌을 광범위하게 이용했다. 이 시기의 도미니코 수도회에서 사상에 관해서 중요한 인물의 대표는 알베르투스 마그누스와 토마스 아퀴나스이다. 토마스 아퀴나스에 의한 그리스적 합리주의와 기독교의 교의의 기교가 풍부한 통합은 서서히 가톨릭 철학의 윤곽을 결정해 갔다. 아크나스는 이성과 논의 과정을 보다 중시하고 있어, 최초로 아리스토텔레스의 형이상학이나 인식론에 관한 저작을 이용한 사람들 중 한 사람으로 있었다. 이는 초기 스콜라 철학의 대부분을 지배하고 있던 신플라톤주의이나 아우구스티누스의 사상을 크게 빗나간 것이었다. 토마스 아퀴나스는 주석자 이븐 루시드가 말하는 '오류'에 빠지지 않고 아리스토텔레스 철학을 도입하는 방법을 보여주었다.
프란치스코회와 도미니코 수도회는 어느 쪽이나 대학으로 결합되었다. 설립된지 얼마 안된 무렵의 파리 대학에 입학해, 그 후 신학 교수가 되어 있던 헤이르즈의 아레크산델 (1185년 경 - 1245년)이 프란치스코회에 입회했기 때문에, 그 이후 프란치스코회에서 파리 대학의 신학 교수의 자리를 확보하게 되었다. 한 편, 도미니코 수도회의 쿠레모나의 로란두스 (- 1259년)가 1229년에 신학 교수가 되었고, 더욱이 로란두스의 스승으로 이미 신학 교수인 산 질의 요하네스 (- 1253년)가 1230년에 도미니코 수도회에 입회해, 도미니코 수도회도 파리 대학 신학 교수의 자리를 두 개 확보했다. 13세기 중반에는 파리 대학 신학 교수의 대부분이 수도회의 회원이었다고 한다. 하지만 13세기 말에는 양 수도회 모두 독자적인 교육기관을 설립하게 됐다.

#### '명제집 주해'와 '신학대전'
당시의 대학의 신학부에서는 입학하면 처음으로 성서와 페트르스 론바르두스의 '명제집'의 강독을 중심으로 한 수업을 받도록 정해져 있어서, 신학 교수가 되기 위해서도 성서 및 '명제집'의 수업을 실시할 수 있도록 해야 했다. 그 때문에 강의록으로 쓰여진 무수한 '명제집 주해'가 존재하게 되어, 현존한 저자가 특정된 것만으로도 600이상의 '명제집 주해'가 남아 있다.
또, '신학대전'이라면 토마스 아퀴나스의 것이 유명하지만, 헤이르즈의 아레크산델, 알베르투스 마그누스 등 복수의 신학자가 동명의 저작을 남기고 있는데, 원래 '대전 (summa)'이라는 저작 형식은 12세기 말에서 14세기에 걸쳐 일반적인 저작 형식이다.

## 주해
여기서 말하는 주해는 '이사고게'와 같이 독립한 1권의 책에 정리된 주석서와 같은 것이 아니고, 교과서의 난외·행간에 있는 여백에 써지는 것이다. 그런 주해가 써지는 이유는 크게 나누어 세 개 있다.
첫 째는 학생들에게 설명하려고 교사가 행하는 것, 둘 째는 교사의 강의를 메모해 두려고 학생이 행하는 것, 그리고 셋 째는 텍스트에 대한 자신의 해석을 써두고자 하는 학습자가 행하는 것이다.
어떤 텍스트의 주석서를 집필하려는 연구자는, 그 텍스트의 사본에 주해가 쓰여 있는 것을 준비하고, 거기에 쓰여진 주해 중에서 자신이 관심이 있는 것을 선택하여 자기 저서에 기입하는 것도 가능했다 (상술의 오세르의 레미기우스에 의한 주석서는 그렇게 작성되었다). 또, 어떤 텍스트의 어떤 사본에 쓰여진 주해를 자신의 사본에 카피하는 것이 매우 빈번히 행해졌다. 그리고, 반드시 카피는 완전하지 않고 많은 경우 조금씩 차이가 나는 것이므로, 같은 텍스트의 사본은 가족적 유사에 의해서 대략적인 계통 관계를 나타낼 수 있다. 같은 사정으로부터, 대다수의 사본은 복수의 인물의 주해를 포함하고 있는데다 그 주해가 카피의 근본이 된 주해를 쓴 인물이 생각한 것을 완전·정확하게 표하지는 않았다는 일도 발생하였다. 게다가 주해에 서명하는 사람은 좀처럼 없었기 때문에, 어느 주해가 누구에게 유래하는지를 결정하는 것은 어렵고, 누구에게 유래하는지 안 경우에 조금씩 문장이 다른 같은 주해의 여러 가지 버전 중 어떤 것이 그 주해자의 생각을 정확하게 나타내고 있는지도 결정하기 어렵다.

## 권위: 그것을 우회하기 위한 재해석과 문맥 전환
중세의 철학자는 권위가 완전한 것을 바랬지만, 권위가 최근 얻은 지식이나 스스로의 생각과 합치하지 않는다는 문제에 직면했다. 중세 철학의 텍스트로 그러한 예는 권위 있는 문서, 예를 들면 성서나 아리스토텔레스의 인용에 있다. 권위와 그리고 권위의 사이에 일치를 형성하는 방법은 그러한 재해석이었다. 이는 저자가 어떻게 생각하고 있었는지를 논의해, 지금의 논의와 일치시킨다는 방법이다. 예를 들면, 마이모니데스는 여성이 없는 섬에서 자란 소년이 어떻게 아이가 임신되어, 태어나는지 상상하는데 곤란을 겪는 것처럼 아리스토텔레스는 몹시 한정된 범위의 경험 밖에 가지지 않았기 때문에 그가 실제로 가지고 있던 이외로 물건의 기원의 설명을 가질 수 있었던 것이라고 주장하고 있다.
재해석하는 점에 더하여, 중세의 해석자들은 아마 원래의 문맥 외에서 주어진 인용을 이해하고 있었다. 예를 들면, 토마스 아퀴나스는 아우구스티누스를 문맥을 무시하면서 인용해, 아우구스티누스가 실제로는 보다 낡고 너무 기술적이 아닌 의미로 '학문 scientia'이라는 말을 사용하고 있던 것을 인용해, 신학은 아리스토텔레스의 '분석론 논후서’에서 볼 수 있는 학문과 같이 '학문 scientia'이라 주장했다. 릴의 알란은 경험주의자로서의 파울로의 '신이 불가시한 물건은 눈에 보이는 피조물에 의해서 알려진다'라는 주장을 지지했지만 그것은 다른 문맥에서의 것이고, 그에 따라 문제가 되는 지식이 세계가 아니라 신앙에 관한 '지식'이 되었다. 마찬가지로 토마스 아퀴나스는 교황 그레고리오 1세에 의한 일곱 개의 대죄라는 개념에서의 죄의 분류를 인용해 지지했지만, 교황 그레고리오 1세에 의한 분류를 아크나스 자신에 의한 죄의 개념의 구조화의 방법의 하위에 두었다.
여기서 말한 주장하는 문맥의 변화는 반드시 불성실함에 의해서 된 것은 아니다. 그들의 서로 일치하지 않는 권위와 자신의 생각을 일치시키는 전략은 아마 헤르메스주의에 의하는 것이다. 헤르메스주의의 기본적인 전제는 이러한 권위는 모두 유일한 진리의 부분을 나타내려고 노력하고 있다는 것이다. 그러니까, 새로운 개념이나 지식이 그것을 요구할 때에 권위 측의 생각을 새로운 문맥에 두는 것은 곡해는 되지 않는다. 시라노는 권위자 사이에서의 긴장이나 또 공연인 모순의 상당수는, 문제를 결정하는 편집자나 비평가, 정통자들이 그렇게 말한 권위가 있는 주장을 서로 반목하고 있는 상황보다는 오히려 그들의 역사적·문화적 문맥에 두면 사라지겠지만, 그러나 이것은 권위자 들로부터 규범적인 지위를 빼앗으므로 그들은 그렇게 하지 않고, 공평한 결단이 역사적·문화적 문맥 속에서 해석되어 이미 구속력을 가지지 않도록 그것을 불확실한 것으로 하고 있다고 말했다. 시라노는 12세기·13세기의 서방 라틴 세계에 있어서의, 상대주의의 주장에 의해서 이들을 완전하게 공격하는 것보다는 오히려 토론이나 논쟁에 묶이면서 완전한 권위를 만들어낸다는 책무를 찾아내고 있다.

## 중세 철학의 의제
오늘 철학의 주된 분야인 것은 모두 중세 철학의 일부였다. 중세 철학은 고전 고대의 이교의 철학자, 특히 아리스토텔레스가 원래 만들어낸 분야의 대부분도 포함하고 있었다. 그렇지만, 종교철학으로 오늘 불리고 있는 분야는 중세에 독특한 발전을 이루고 주제로 여겨지는 문제의 상당수는 중세에 연마되어 오늘도 인식되고 있는 형태가 되었다고 추정된다.

### 신학
중세 철학은 신학적이라는 특징이 있다. 이 시대에 논의되어 발전된 주제는 이하와 같다:
- 신이 가지는 성질의 일치성의 문제: 물건이 가지는 성질은, 어떻게 전통적으로 초월론적인 존재, 예를 들면 전능, 전지, 무한의 선, 시간을 넘은 존재에 되돌려지는지, 그리고 어떻게 서로 논리적으로 모순되지 않는지,
- 악의 문제: 고전 시대의 철학자도 악의 본성에 대해 사색했지만, 전지 전능의 신이 어째서 악이 존재하는 것의 체계를 창조할 수 있었는지, 이 문제는 문제는 중세에 처음으로 발생했다.
- 자유의지의 문제: 같은 문제로서 '신의 예견' -무엇이 미래에 일어날 지 신이 알고 있는 것- 은 어떻게 인간에게는 자유의지가 있다는 신념과 일치하는지에 대한 설명.

### 형이상학

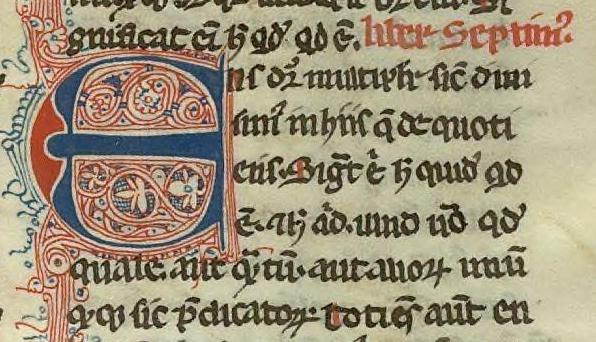
'형이상학 'Ζ권 'Ens dicitur multipliciter' - '존재'라는 말은 여러 가지 방법으로 말해진다

12세기 중반의 아리스토텔레스의 '형이상학'의 재발견의 뒤, 많은 스콜라 학자 (특히 토마스 아퀴나스와 둔스 스코투스)가 이 작품에 대한 주석서를 저술했다. 보편 논쟁은 이 시대에 관심을 이끈 주된 문제의 하나이다. 다른 주제는 이하와 같다:
- 하일로모피즘 (hylomorphism, 형상 질료 이론) - 개개의 것은 질료와 형상으로부터 된다는 아리스토텔레스의 교의의 확장 (조상은 화강암과 거기에 조각해진 것의 형상으로부터 된다)
- 존재 - 존재로서의 존재
- 인과성 - 인과성의 논의는 거의 아리스토텔레스, 그 중에서도 주로 '자연학', '하늘에 대하여', '생성과 소멸에 대해'의 주석에서 시종하였다. 이 주제의 영역에 대한 접근은 중세에 독특한, 신에 접근하는 방법으로 간주된 보편의 이성적 연구였다. 둔스 스코투스에 의한 신의 존재 증명은 인과성의 생각에 근거하고 있다.
- 개별화의 원리. 개별화의 원리는 사람이 몇개인가의 주어진 종류에 속하는 것을 개별화, 즉 수적으로 구별하는 방법에 대한 설명이다. 문제는 그것이 동류의 천사가 서로 구별되는 방법을 설명할 때에 생긴다. 천사는 비물질적이어서, 수적인 차이는 그들이 다른 물질로 되어 있기 때문이라는 것처럼 설명할 수 없다. 이 논의에 대한 중요한 공헌자는 토마스 아퀴나스와 둔스 스코투스이다

### 자연철학
자연철학 및 과학 철학의 분야에서는, 중세의 철학자들은 주로 아리스토텔레스로부터 영향을 받고 있었다. 그렇지만, 14세기부터 그 이후는 자연철학에 대해 수학적 추론의 이용이 증가한 것으로, 근세 과학 융성의 준비가 되었다. 중요한 인물로서 윌리엄 헤이츠베리(William Heytesbury)과 오컴의 윌리엄이 있다. 그 외의 자연철학에 대한 공헌자로는 리크마스돌프의 알베르트(영어: Albert of Saxony, 라틴어: Albertus de Saxonia), 장 뷔리당, 오트레코르의 니콜라(프랑스어: Nicholas d'Autrécourt, 라틴어: Nicolaus de Autricuria 또는 Nicolaus de Ultricuria) 등이 있다. 연속성 정립 (중세의 지적 발전과 르네상스 및 근세의 지적 발전 동안에는 결정적인 단절은 없다는 가설)을 참조.

### 논리학
위대한 논리학 역사가 유제프 마리아 보헨스키는 중세를 논리학사에서의 셋의 중요한 시대의 하나로 간주하고 있다. 중세의 논리학은 반드시 철학적 고찰과 명확하게 분리되지 않고, 오히려 '언어 철학'이라고 표현해야 한다는 의견이 일반적이라고 말한다. 현대 철학에서의 그것과 위치설정은 크게 다르지만, 현대에 뒤떨어지지 않고 중세도 언어 철학이 매우 번성한 시대이다.
카롤링거 르네상스의 시대에는 논리학의 표준적인 텍스트로서 '10 범주'가 사용되고 있었다. 이 책은 아리스토텔레스의 '범주론'의 라틴어로의 경개에 양·공간·워시아와 그 외의 범주와의 관계에 관한 비평을 부록으로 한 것이다. 본서를 알퀸 등이 잘못해 아우구스티누스에게 귀속시켰기 때문에, 그 저자는 오늘날 '가짜 아우구스티누스'로 불리고 있다. 가짜 아우구스티누스는 데미스티우스 (317년 - 390년 경) 주변의 인물이었다고 생각되고 있다. 11세기 초까지는 '범주론'의 보에티우스에 의한 번역·주석이 일반적으로 되어 '10 범주'를 대신했다. 라틴어의 텍스트를 구어 (고대 고지 독일어)로 번역한 노트 카 라베오도 가짜 아우구스티누스의 '10 범주'가 아니라 보에티우스의 번역·주석을 구어로 번역하고 있다. 노트거 라베오(Notker Labeo)는 그 밖에, 아리스토텔레스의 '명제론', 보에티우스의 '철학의 위안', 마르티아누스 카펠라의 '문헌학과 메르크리우스의 결혼'을 고대 고지 독일어로 번역하고 있다. 또, 노트커는 삼단논법에 관한 논문을 작성했지만 이것은 라틴어로 쓰여졌다. 그러나, 플로리의 아본이 삼단논법에 관해서 노트커에 앞서 고도한 이해를 보여주고 있었다.
11세기의 기독교도들은 이교 철학 전체에 대하는 것과 같이 논리학에 대해서도 적의를 가지고 취급했다고 역사가들은 자주 논하지만, 그것은 적절하지 않다고 존 마렌본은 말한다. 그에 의하면, 이교의 텍스트는 우연히 기독교와 모순되지 않는 경우에게만 받아 들여진 것에 비해, 논리학은 상술한 란프랑코와 같이 이용하는 것이 부적절한 분야에서는 논리학을 이용해야 하는 것이 아니라는 정도의 취급이었다고 한다. 페트르스 다미아니도 논리학을 경멸하고 있었던 것처럼 다루어져 왔지만, 그 저서 '신의 전능성에 대해'에서는 신의 전능성에 대해 말하는데 논리학이 어느 정도까지 적용할 수 있는지가 깊게 음미되고 있다. 보에티우스의 '철학의 위로' 제5권의 논의에 근거해 다미아니는 영원히 두어 존재하는 신에 대해서 과거, 현재, 미래라는 시제를 가지는 인간의 용어를 적용시키는 것은 부적절하다고 주장하고 있다. 또, 논리학은 진술의 귀결에게만 관련되고 있어 물질의 성질이나 본성에는 관련이 없다는 생각에 다미아니는 도달하고 있었다. 8세기나 9세기에는 논리학·형이상학·신학을 혼동한 논의가 횡행하고 있었지만, 논리학적 지식이 증대한 것으로 11세기에는 그런 혼동을 볼 수 없게 됐다.
스콜라 철학의 창시자로 여겨지는 안셀무스는 '이해하기 위해서 믿는다'를 표어로, 종교적 진리를 논리적으로 올바른 추론 형식에서 나타내는 것을 계획했다. 그 시도는 '모노로기온', '프로스로기온', '왜 신은 인간이 되었는가', '조화에 대해'라는 그의 저작으로 자세하게 이루어지고 있다. 또, 상술한 그의 신의 존재의 존재론적인 증명은 근세의 흄이나 칸트에 의한 논박을 기다릴 것도 없이 동시대의 마룸티에의 수도사 가우니로에 의하여 비판되고 있었고, 그는 이 비판에 대해서 충분히 재반론할 수 없었는데, 이 비판이 계기로, 어느 정의를 알고 있는 것과 어느 그 자체를 알고 있는 것의 관계를 고찰했다. 안셀무스의 저서 중에는 신의 존재 증명 외에도 궤변이나 혼란한 논의를 볼 수 있지만, 그것들 자체가 안셀무스의 논리학에 대한 높은 소양을 나타내고 있다. 단지, 안셀무스는 이전의 시대의 학자들과 달리 논리학을 신학이나 형이상학과 혼동하지는 않았지만, 논리학을 도구로서만 취급해 논리학 그 자체에 대한 탐구를 실시하지 않았다. 이 때문에 철학사에 대해 안셀무스는 이류의 역할 밖에 완수하지 않았다고 마렌본은 평가하고 있다.
피에르 아벨라르의 시대부터 14세기 반까지, 스콜라 철학에 속하는 저술가들은 아리스토텔레스 논리학을 현저할 정도까지 세련·발전시켰다. 초기에는 피에르 아벨라르와 같은 저술가가 고전 논리학의 저작 (아리스토텔레스의 '범주론', '명제론', 그리고 포르피리오스의 '이사고게')의 주석서를 저술했다. 보편이 물질이라는, 고대부터 그의 동시대까지 여러 가지 사람이 주창한 주장 모두에 대해서 피에르 아벨라르는 중요한 반론을 실시하고 있다. 단지, 피에르 아벨라르는 보편이 말이라 단정하고 있지만, 여기서 말하는 말은 단순한 소리로서의 말은 아니고 의미를 가진 말이다. 그 때문에, 보편이 말이라고 결정한 후에는, 그 말이 어떻게 하고, 무엇을 의미 표시하고 있는가가 피에르 아벨라르의 과제가 됐다. 이 과제에 대해서 고대의 아프로디시아스의 아렉산트로스나 보에티우스가 보편은 감각적인 것에 근거한 생각이라고 간주한 것에 비해, 피에르 아벨라르는, 보편은 감각적인 것을 가리키는 말이라는 것보다 오히려 감각적이지만 존재의 신분을 가리키는 말이라고 생각했다.
한층 더 후에는 논리학 연구의 새로운 국면이 일어나 오고, 새로운 논리학적·의미론적 이론이 발전했다. 중세의 논리학의 발전에 관해서는 인소르비리아, 중세의 양상 이론, 의무, 대시이론, 중세의 단칭명제의 이론, 삼단논법, 소피스마타의 참조가 필요하다. 그 밖에 중세에 논리학에 공헌한 중요한 인물로서 리크마스돌프의 알베르트, 장 뷔리당, 존 위클리프, 베네치아의 파울루스(영어: Paul of Venice, 라틴어: Paulus Venetus), 페드루 줄리앙, 리처드 킬빙턴(Richard Kilvington), 월터 벌레이(Walter Burley), 헤이트베리의 윌리엄(William of Heytesbury), 그리고 오컴의 윌리엄이 있다.

### 심리 철학
중세의 심리 철학은 아리스토텔레스의 '영혼론', 말하자면 12세기에 서방 라틴 세계에 재소개된 또 하나의 작품에 근거하고 있다. 심리 철학은 자연철학의 한 분야로 간주해지고 있었다. 이 분야에서 논의된 문제 중 몇 개인가:
- 신의 빛 - 신의 빛의 교의는 낡고, 중요한 자연주의의 대체물이다. 그곳에서는, 사람은 평상시의 것을 생각할 때에 신으로부터의 특별한 보조를 필요로 하고 있다고 생각되고 있다. 이 교의는 아우구스티누스 및 스콜라 철학 중 그에게의 추종자에게 가장 강하게 관계하고 있다. 근세에도 이 교의는 다른 형태로 재등장했다.
- 논증의 이론
- 마음의 표상 - 정신 상태는 '지향성'을 가지고 있다는 생각; 즉 '정신 상태인 것에도 불구하고, 그것들은 마음의 외부의 것을 표상하는 것이 가능하다'라는 것은 근대의 심리 철학 고유의 문제이다. 그러나 그것은 중세 철학에 기원을 가진다 ('지향성'이라는 말은 프란츠 브렌타노에 의해서 부활했다. 그는 중세의 용법을 나타내려고 했다[63]). 오컴은, 언어는 첫째로 관습에 의해서 정신 상태를 나타내고, 두번째로 실재물을 나타냄에 반하여 대응하는 정신 상태는 반드시 그러한 실재하는 것을 나타낸다는 이론을 제창한 것으로 잘 알려져 있다.[64]이 분야의 저술가로서는 아우구스티누스, 둔스 스코투스, 오트레코르의 니콜라, 토마스 아퀴나스, 그리고 오컴의 윌리엄이 있다.

### 윤리학
중세 윤리학의 중요한 발전의 상세에 관해서는 중세의 양심의 이론, 실천 이성, 중세의 자연법의 이론의 기사를 참조.
이 분야의 저술가로서는 캔터베리의 안셀무스, 아우구스티누스, 피에르 아벨라르, 둔스 스코투스, 페드루 줄리앙, 토마스 아퀴나스, 또 오컴의 윌리엄이 있다. 정치 이론의 저술가에는 단테, 존 위클리프, 그리고 옥캄이 있다.

## 참고 문헌
- The London Philosophy Study Guide 보관됨 2009-09-23 - 웨이백 머신 offers many suggestions on what to read, depending on the student's familiarity with the subject: Medieval Philosophy 보관됨 2018-08-07 - 웨이백 머신
- Brentano, "The Distinction between Mental and Physical Phenomena", translated by D.B. Terrell, in Psychology from an Empirical Standpoint, 1874.
- Gallatin, H.K., Medieval Intellectual Life and Christianity
- Gracia, J.G. and Noone, T.B., A Companion to Philosophy in the Middle Ages, London 2003
- Hyman, J. and Walsh, J.J., Philosophy in the Middle Ages, Indianapolis 1973
- Kretzmann, N. and Stump, E., The Cambridge Companion to Augustine , Cambridge 2000.
- McGavin, J., Chaucer and Dissimilarity: Literary Comparisons in Chaucer.
- Maurer, Armand A. [1982] . Medieval Philosophy. 2nd ed. Toronto: Pontifical Institute of Mediaeval Studies.
- Russell, B., History of Western Philosophy, Routledge 1996 (originally published 1946)
- Schoedinger, Andrew B., ed. [1996] . Readings in Medieval Philosophy. New York: Oxford University Press.
- Jana K. Schulman The Rise of the Medieval World, 500-1300, Greenwood Publishing Group, 2002

## 같이 보기
- 기독교 철학
- 유대 철학
- 초기 이슬람 철학
- 스콜라 철학
- 12세기 르네상스
- 대시이론(代示-)
- 유명론
- 교부